# Schuldbeitritt

Änderung eines Schuldverhältnisses

Der Schuldbeitritt ist im Schuldrecht eine Schuldmitübernahme, bei der dem bisherigen Schuldner mindestens ein weiterer Schuldner als Gesamtschuldner zu dessen bisheriger Alleinschuld beitritt.
Der Schuldbeitritt, auch Schuldmitübernahme genannt, ist ein sogenanntes Interzessionsgeschäft. Eine dritte Person (Beitretender) tritt zusätzlich neben dem bisherigen Schuldner in dessen bestehendes Schuldverhältnis ein. Das bedeutet, dass der hinzutretende Schuldner neben dem bisherigen Schuldner haftet. Regelmäßig ist ein Schuldbeitritt gewollt, wenn der Beitretende ein eigenes wirtschaftliches bzw. rechtliches Interesse am Beitritt hat. Er haftet neben dem bisherigen Schuldner als Gesamtschuldner und zwar für eine eigene Schuld, weil eine eigene Verbindlichkeit des Beitretenden begründet wird. Für den Gläubiger verbessert sich die Rechtssituation, denn er kann wahlweise beim einen oder beim anderen Schuldner Erfüllung der zugrundeliegenden Verbindlichkeit verlangen. Der Gläubiger hat also zwei Schuldner.

## Geschichte
Ausweislich der gaianischen Institutionen gab es bereits im klassischen römischen Recht die Konstruktion mehrerer Rechtsbeteiligter als Gesamtgläubiger beziehungsweise Gesamtschuldner (duo rei promittendi). Bei Sextus Pomponius ist angemerkt, dass ein Schuldbeitritt zustande kam, sobald ein weiterer Schuldner gelobte (spondeo), neben dem Hauptschuldner für die Schuld einstehen zu wollen. Ulpian hielt fest, dass die Gesamtschuldnerschaft nicht als Novation (lateinisch novatio) aufzufassen war.
Obwohl das im Januar 1900 in Kraft getretene BGB weitgehend auf dem Institutionensystem des römischen Rechts aufbaut, hielt es den Schuldbeitritt nicht für regelungsbedürftig. Wegen der fehlenden Regelung ist der heute praktizierte Schuldbeitritt auf die Kautelarpraxis zurückzuführen. Dem Schuldbeitritt stand das Reichsgericht (RG) im März 1902 kurz nach Einführung des BGB zunächst noch ablehnend gegenüber. Es lag im zugrunde liegenden Fall auch keine privative Schuldübernahme gemäß § 414 BGB vor, weil der ursprüngliche Schuldner nicht aus seiner Haftung entlassen werden sollte; außerdem mangele es an der für Bürgschaften geltenden Schriftformerfordernis. 1904 erkannte das RG die kumulative Schuldübernahme als gewöhnliche Gesamtschuldnerschaft im Sinne des § 421 BGB an und hielt sie „für nichts anderes als eine Bürgschaft“. Das Schriftformerfordernis für die Bürgschaft hielt das Reichsgericht beim Schuldbeitritt für entbehrlich. Zwei Jahre später erkannte das Reichsgericht die kumulative Schuldübernahme schließlich als eigenständiges Rechtsinstitut an.

## Rechtsfragen
Der Schuldbeitritt ist gesetzlich nicht geregelt, kann jedoch im Rahmen der Vertragsfreiheit gemäß § 311 Abs. 1 BGB vereinbart werden. Möglich ist dies einerseits zwischen Gläubiger und Beitrittsschuldner, andererseits aber auch zwischen dem bisherigen Schuldner und dem Beitretenden in Form des echten Vertrags zugunsten Dritter (§ 328 Abs. 1 BGB). Die erstere Form wird zumeist im Zusammenhang mit Kreditgeschäften oder bei Mietverhältnissen angewandt. Bei der zweiten Form ist die Zustimmung des Gläubigers nach (§ 415 Abs. 1 BGB) nicht erforderlich, da der Gläubiger eine verbesserte Rechtsstellung erlangt; er erhält einen zweiten Schuldner und kann unter ihnen auswählen. Mit Zustandekommen des Schuldbeitritts haften beiden Schuldner gegenüber ihrem gemeinsamen Gläubiger nämlich als Gesamtschuldner (§§ 421 ff. BGB).

## Abgrenzung
Ist der Beitretende in den Leistungsaustausch des Vertrages einbezogen, liegt ein Schuldbeitritt und damit Gesamtschuldnerschaft vor. Steht der Schuldner wirtschaftlich außerhalb des Leistungsaustauschs und hat er lediglich ein wirtschaftliches Interesse am Geschäft, liegt eine Bürgschaft vor. Im Vergleich zur Bürgschaft weist der Schuldbeitritt eine weniger stark ausgeprägte Akzessorietät auf (§ 425 BGB; nämlich nur bei Erfüllung, Erlass und Verzug). Ähnlich verhält es sich mit der Garantie, wo der Garant ein wirtschaftliches Interesse an der Einstandspflicht zugunsten eines Schuldners hat. Bei der Erfüllungsübernahme tritt der Übernehmer der Freistellung nicht als neuer Schuldner auf, sondern stellt nur im Innenverhältnis den ursprünglichen Schuldner von der Schuld frei. Beim Kreditauftrag hat der Bürge primäre Rechte gegenüber dem Kreditgeber aus dem Auftragsvertrag. Das abstrakte Schuldversprechen unterscheidet sich vom Schuldbeitritt dadurch, dass es keinen eigenen vertragstypischen Geschäftszweck besitzt und deshalb im Gegensatz zum Schuldbeitritt inhaltlich abstrakt ist.

## International
Art. 176 Abs. 1 OR regelt in der Schweiz lediglich die Schuldübernahme, während der Schuldbeitritt wie in Deutschland keine gesetzliche Regelung fand. Es gilt hierbei die Gesamtschuldnerschaft gemäß Art. 143 ff. OR. Dagegen ist der Schuldbeitritt in Österreich gesetzlich vorgesehen. Nach § 1406 Abs. 2 ABGB ist die dem Gläubiger erklärte Übernahme als Haftung neben dem bisherigen Schuldner zu verstehen (Schuldbeitritt), es liegt Gesamtschuldnerschaft nach § 1357 ABGB vor. Der Bürge und Zahler ist gemäß § 1357 ABGB ebenfalls Gesamtschuldner.